# Romeo Benetti
Romeo Benetti (ur. 20 października 1945 w Albaredo d’Adige), włoski piłkarz, pomocnik.
W Serie A debiutował w 1968 w barwach Juventusu Turyn. W następnym sezonie został wypożyczony do Sampdorii, a w 1970 odszedł do Milanu. Piłkarzem Rossoneri był do 1976 w ostatnim roku gry został kapitanem zespołu. Z Milanem w 1973 triumfował w Pucharze Zdobywców Pucharów. W 1976 ponownie podpisał kontrakt z Juventusem. Zdobywał tytuły mistrza Włoch w 1977 i 1978, w 1977 zwyciężył także w Pucharze UEFA. Od 1979 do 1981 był piłkarzem Romy. Grał również w Bolzano, Sienie, Taranto i US Palermo.
W reprezentacji Włoch zagrał 55 razy i strzelił 2 bramki. Debiutował 25 września 1971 w meczu z Meksykiem, ostatni raz zagrał w 1980. Dwukrotnie brał udział w finałach mistrzostw świata. W 1974 wystąpił w trzech spotkaniach, cztery lata później w 6 meczach zaliczył jedno trafienie. Reprezentacyjną karierę kończył podczas ME 80.